# عين سعادة
عين سعادة هي إحدى القرى اللبنانية من قرى قضاء المتن في محافظة جبل لبنان.